# (9835) 1984 UD
A (9835) 1984 UD a Naprendszer kisbolygóövében található aszteroida. Zdeňka Vávrová fedezte fel 1984. október 17-én.